# Okręty podwodne typu Bellone
Okręty podwodne typu Bellone – francuskie oceaniczne okręty podwodne z czasów I wojny światowej i okresu międzywojennego. W latach 1912–1917 w stoczniach Arsenal de Rochefort i Arsenal de Toulon zbudowano trzy okręty tego typu. Jednostki weszły w skład Marine nationale w latach 1916–1917, służąc podczas wojny na Atlantyku i Adriatyku, a po jej zakończeniu na Morzu Śródziemnym. Okręty zostały skreślone z listy floty w lipcu 1935 roku.

## Projekt i budowa
Okręty podwodne typu Bellone zamówione zostały na podstawie programu rozbudowy floty francuskiej z 1912 roku. Jednostki zaprojektował inż. Julien Hutter, ulepszając i powiększając swój projekt okrętów typu Clorinde.
Spośród trzech okrętów typu Bellone pierwszy zbudowany został w Arsenale w Rochefort, a dwa kolejne w Arsenale w Tulonie. Stępki okrętów położono w grudniu 1912 roku, zostały zwodowane w latach 1914–1917, a do służby przyjęto je w latach 1916–1917. Nazwy nawiązywały do postaci z mitologii greckiej i rzymskiej. Jednostki otrzymały numery burtowe Q102–Q104.
| Okręt             | Stocznia             | Początek budowy | Wodowanie       | Wejście do służby |
| ----------------- | -------------------- | --------------- | --------------- | ----------------- |
| „Bellone” (Q102)  | Arsenal de Rochefort | grudzień 1912   | 8 lipca 1914    | październik 1916  |
| „Hermione” (Q103) | Arsenal de Toulon    | grudzień 1912   | 15 marca 1917   | grudzień 1917     |
| „Gorgone” (Q104)  | Arsenal de Toulon    | grudzień 1912   | 23 grudnia 1915 | lipiec 1916       |

## Dane taktyczno–techniczne
Okręty podwodne typu Bellone były średniej wielkości oceanicznymi okrętami podwodnymi o konstrukcji dwukadłubowej. Długość całkowita wynosiła 60,6 metra, szerokość 5,4 metra i zanurzenie 3,5 metra. Wyporność w położeniu nawodnym wynosiła 523 tony, a w zanurzeniu 788 ton. Okręty napędzane był na powierzchni przez dwa dwusuwowe silniki wysokoprężne Sabathé („Gorgone” – Sulzer) o łącznej mocy 1640 koni mechanicznych (KM). Napęd podwodny zapewniały dwa silniki elektryczne o łącznej mocy 800 KM. Dwuśrubowy układ napędowy pozwalał osiągnąć prędkość 14,7 węzła na powierzchni i 9 węzłów w zanurzeniu. Zasięg wynosił 2300 Mm przy prędkości 10 węzłów w położeniu nawodnym oraz 100 Mm przy prędkości 5 węzłów pod wodą. Dopuszczalna głębokość zanurzenia wynosiła 50 metrów.
Okręty wyposażone były w osiem zewnętrznych wyrzutni torped kalibru 450 mm: dwie na dziobie jednostki oraz sześć systemu Drzewieckiego, z łącznym zapasem 8 torped. Uzbrojenie artyleryjskie stanowiło działo pokładowe kal. 75 mm M1897 L/35.
Załoga pojedynczego okrętu składała się z 4 oficerów oraz 34 podoficerów i marynarzy.

## Służba
„Bellone” podczas wojny pełniła służbę na Atlantyku, a dwie bliźniacze jednostki na Adriatyku. Na początku lat 20. wszystkie okręty poddano przebudowie: zgrupowano wloty do zbiorników balastowych, co znacznie skróciło czas zanurzania; otrzymały też nowe peryskopy o długości 7,5 m, zamontowane w kiosku. Jednostki służyły na Morzu Śródziemnym do lipca 1935 roku.